# Абдуллаєва Зара Кемалівна
Зара Кемалівна Абдуллаєва (1953, Баку) — російський критик, мистецтвознавець, автор праць з історії та теорії кіно, театру, літератури.

## Біографія
Народилася в Баку. Випускниця філологічного факультету Московського державного університету (1975). Кандидат мистецтвознавства (1982).
Як редактор видавництва «Союзтеатр» брала участь у складанні збірника драматургії «Вісім неприємних п'єс» (1990). Друкувалася в спеціалізованих наукових, літературних і мистецьких журналах («Вісник Академії наук», «Питання літератури», «Дружба народів», «Новий літературний огляд», «Новий світ», «Мистецтво кіно», «Сеанс», «Театр» та ін), а також у виданнях загального профілю («Коммерсантъ», «Літературна газета», «Независимая газета» та ін). Спеціальний кореспондент журналу «Мистецтво кіно». Написала кілька книг, присвячених кінематографу, в тому числі монографії про Романа Балаяна, Ульриха Зайдле, Кіру Муратову і Олега Янковського. Автор статей по творчості Сергія Довлатова, Михайла Зощенка, Антона Чехова.
Лауреат низки професійних нагород, включаючи приз Спілки кінематографістів СРСР за кращу книгу року («Жива натура. Картини Романа Балаяна», 1989) і премії Гільдії кінознавців і кінокритиків Росії (премія імені Мирона Черненка за книгу критичних статей «Реальне кіно», 2003; призи «Слон» за книги «Кіра Муратова: мистецтво кіно», 2008, і «Постдок. Ігрове/неігрове», 2011; диплом Гільдії за книгу «Зайдль. Метод», 2014).